# Gabriola dyari
Gabriola dyari, conocida como medidor de Dyar, es una polilla perteneciente a la familia Geometridae descrita por primera vez en 1904, con distribución en el oeste de America del Norte. G. dyari es un defoliador solitario e inofensivo, común en sus lugares de distribución.

## Descripción
Es una polilla mediana con una envergadura de 25 a 30 mm.  La cabeza, tórax y abdomen son grises, con numerosas bandas y escamas negras. Las alas anteriores presentan un cálido tono marrón con dos líneas negras muy distintivas, una intradiscal y otra extradiscal. El área central del ala es de color marrón uniforme, salpicada de escamas más oscuras pero no se aprecian puntos discales. Las alas posteriores son más pálidas, con un amplio tono negro subterminal y una línea negra irregular que cruza el centro del ala.

## Distribución
Los especímenes de G. dyari se encuentran a lo largo de la costa del Pacífico, desde el mango de Alaska y Columbia Británica hasta el centro de California. El hábitat consiste en bosques de coníferas, incluyendo Tsuga heterophylla, especies Pseudotsuga y, con menor frecencia, especies Pinus y Thuja.

## Ciclo de vida
Los huevos de G. dyari a menudo se depositan en el envés de las hojas de las plantas hospedantes. Las orugas se pueden encontrar en las plantas hospedantes o cerca de ellas, donde se alimentan y se mimetizan debido a su coloración críptica. Las pupas se ubican comúnmente en un capullo adherido a las ramitas o debajo del follaje de la planta. Por la noche, los adultos pueden ser atraídos por fuentes de luz u observados en o cerca de las plantas hospedantes.